# Hernán Carvallo
Luis Hernán Carvallo Castro (* 19. August 1922 in Santiago de Chile; † 24. März 2011 ebenda) war ein chilenischer Fußballspieler. Er nahm mit der Nationalmannschaft seines Landes an der Fußball-Weltmeisterschaft 1950 teil.

## Karriere

### Verein
Carvallo verbrachte seine gesamte Laufbahn als Profifußballer von 1945 bis 1956 beim CD Universidad Católica. In dieser Zeit gewann er mit seinem Klub zweimal die nationale Meisterschaft.

### Nationalmannschaft
Ohne zuvor ein Länderspiel bestritten zu haben, wurde Carvallo für das Campeonato Sudamericano 1946 nominiert. Er debütierte am 16. Januar 1946 im Auftaktspiel der Chilenen gegen Uruguay in der Nationalmannschaft und wurde in allen fünf Spielen des Turniers eingesetzt.
Anlässlich der Weltmeisterschaft 1950 in Brasilien wurde Carvallo in das chilenische Aufgebot berufen. Er kam in den ersten beiden Gruppenspielen gegen England und Spanien, die jeweils mit 0:2 verloren wurden, zum Einsatz. Chile schied als Gruppendritter nach der Vorrunde aus. Danach wurde Carvallo nicht mehr für die Nationalmannschaft berücksichtigt.

## Persönliches
Seine Söhne Fernando Carvallo (* 1948) und Luis Hernán Carvallo (* 1949) spielten ebenfalls als Fußballprofis für Universidad Católica.

## Erfolge
- Chilenische Meisterschaft: 1949 und 1954